# Тортола
Тортола (англ. Tortola) — крупнейший и наиболее населённый из Британских Виргинских Островов, группы островов, входящих в состав архипелага Виргинских островов.

## География
Тортола — гористый остров 19 км в длину и 5 км в ширину, появившийся в результате вулканической деятельности, самая высокая точка острова — гора Сэйдж (Mount Sage) (530 м). Тортола лежит рядом с сейсмическим разломом, поэтому здесь часто наблюдаются небольшие землетрясения. Площадь острова — 55 км², а Округа Тортола — 59,2 км² (входят маленькие островки вокруг острова Тортола).

## Население
Население Тортолы — 23 908 человек (2007). Главный населённый пункт — город Род-Таун, административный центр Британских Виргинских Островов.

## Экономика
Основной источник доходов острова — оказание финансовых услуг. Широко известный Закон о международных коммерческих компаниях (International Business Companies Act), принятый в начале 1980-х гг., вызвал огромный рост фискальных доходов государства. Граждане Британских Виргинских Островов входят в число самых обеспеченных жителей восточных Кариб. По этой причине здесь работает много жителей других островов Карибского моря.
Несмотря на то, что Британские Виргинские Острова находятся во владении Великобритании, официальной валютой служит доллар США. На острове зарегистрировано множество офшорных компаний, осуществляющих хозяйственную деятельность во многих странах мира.

## Туризм
Гости попадают на остров морем, либо прилетают самолётом на остров Биф-Айленд и по небольшому мосту имени Королевы Елизаветы приезжают на Тортолу автотранспортом. Остров славится своими белыми песчаными пляжами, например — Кейн-Гарден-Бей (Cane Garden Bay).